# Hutanamora
Hutanamora is een bestuurslaag in het regentschap Toba Samosir van de provincie Noord-Sumatra, Indonesië. Hutanamora telt 458 inwoners (volkstelling 2010).